# Битва за хребет Едсона
Битва за хребет Едсона (англ. Battle of Edson's Ridge) — битва між Імператорською армією Японії і військами Союзників. Відбулася 12-14 вересня 1942 року на Гуадалканалі в архіпелазі Соломонові острови, і була другою з трьох великих японських сухопутних наступів під час Гуадалканалської кампанії.
В битві, морська піхота США під командування генерал-майора Александера Вандегріфта успішно відбила атаку загону Кавагуті 35-ї японської піхотної бригади під командуванням генерал-майора Кіетакі Кавагуті. Морські піхотинці обороняли периметр Лунга і захищали аеродром Гендерсон-філд на Гуадалканалі, який був захоплений у японців військами Союзників під час висадки на Гуадалканалі 7 серпня 1942 року. Підрозділ Кавагуті було відправлено на Гуадалканал у відповідь на висадку Союзників з метою відбити аеродром і скинути війська Союзників з острову.
Недооцінивши чисельність противника на Гуадалканалі, яка нараховувала 12 000 солдатів і офіцерів, 600 солдатів Кавагуті провели декілька нічних атак на американські позиції. Головним напрямом атаки був вибраний гірський хребет, що простягнувся на південь від Гендерсон-філд, безпеку з цієї сторони забезпечували декілька підрозділів морської піхоти, переважно морські рейдери із 1-го рейдерського і 1-го парашутного батальйонів під командуванням підполковника Мерітта Едсона. Попри те, що оборона була майже прорвана, атака Кавагуті була відбита з великими втратами для японців.
В зв'язку з тим, що переважно оборона хребта лягла на підрозділ Едсона, хребет в історичних роботах західних істориків про цю битву отримав назву «хребет Едсона». Після битви за хребет Едсона японці продовжили збільшувати контингент на Гуадалканалі для майбутніх наступів на Гендерсон-філд, що вплинуло на ведення наступальних операцій японцями в інших регіонах Океанії.

## Передумови

### Гуадалканальська кампанія
7 серпня 1942 року війська Союзників (переважно США) висадилися на островах Гуадалканал, Тулагі і Флоридських островах. Висадка Союзників була здійснена з метою перешкодити Японії використовувати острови як військові бази для загрози шляхам сполучення між США і Австралією. До того ж вона планувалась як відправна точка в кампанії з метою ізоляції основної японської бази в Рабаулі. Операція також надала підтримку Союзників в кампаніях на Новій Гвінеї. Висадка поклала початок шестимісячної кампанії на Гуадалканалі.
Несподівано для японських військ на світанку 8 серпня їх атакували війська Союзників, головним чином американська морська піхота, яка висадилася на Тулагі і найближчих невеликих островах, а також біля японського аеродрому поблизу мису Лунга на Гуадалканалі (пізніше добудованого та названого Гендерсон-філд). Вандегріфт розмістив 11 000 солдатів під своїм командуванням на Гуадалканалі в замкнутому периметрі навколо мису Лунга. 12 серпня аеродром отримав назву Гендерсон-філд на честь майора Лофтона Гендерсона, пілота морської піхоти, який загинув в битві за Мідвей. Літаки і пілотів, які стали базуватися на Гендерсон-філд, стали називати «ВПС Кактус» по кодовій назві Гуадалканалу.

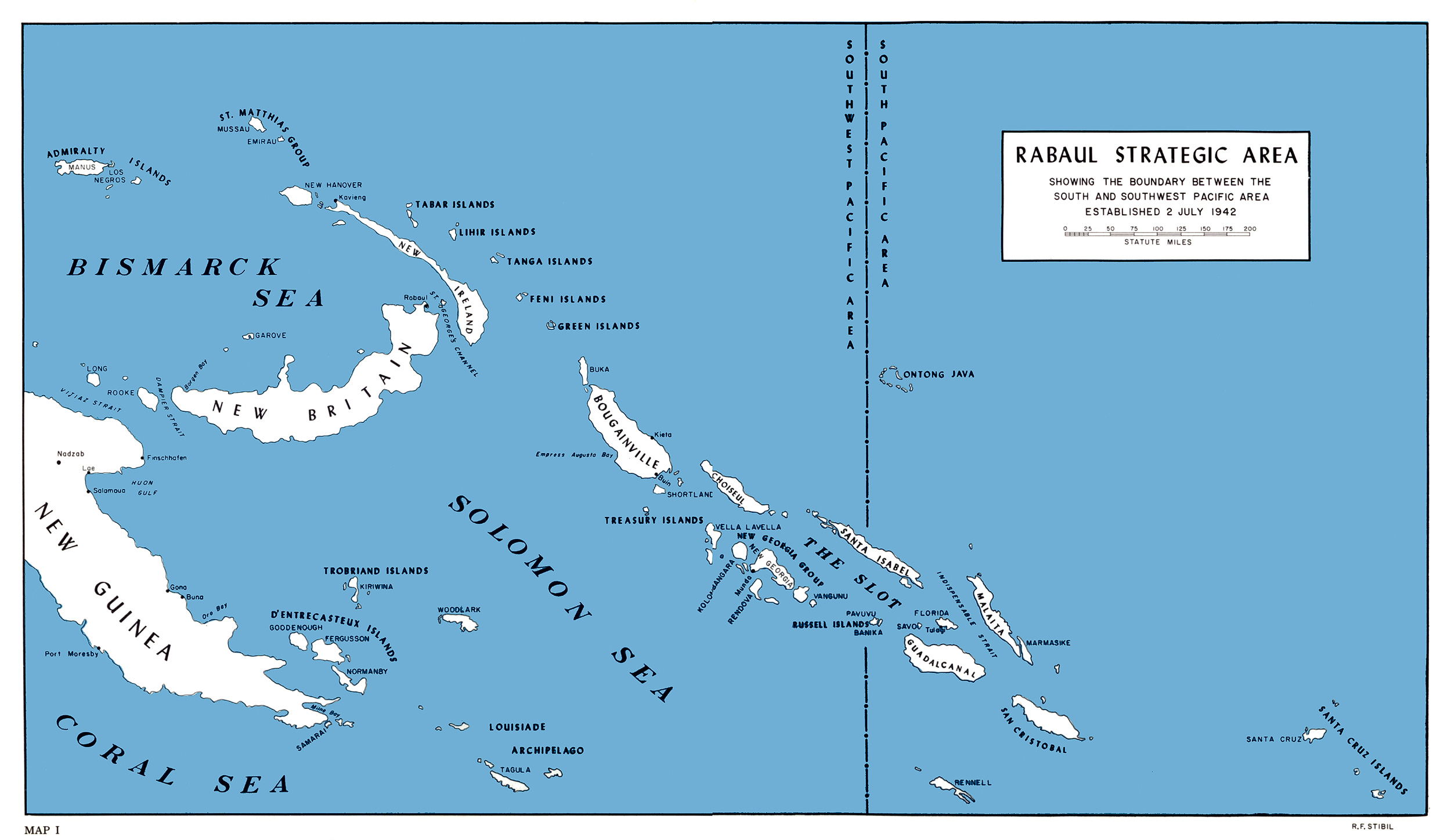
Соломонові острови, південна частина Тихого океану. Японська база в Рабаулі зверху зліва. Гуадалканал (знизу зправа) розташований в південно-східному кінці протоки «Слот».

У відповідь на висадку Союзників на Гуадалканалі, Генеральний штаб Збройних сил Японії відправив 17-у армію, зі штаб-квартирою в Рабаулі під командуванням генерал-лейтенанта Харукіті Хякутаке, із завданням повернути Гуадалканал. На цей момент 17-а армія, задіяна в японській кампанії в Новій Гвінеї, мала в своєму розпорядженні тільки декілька підрозділів для перекидання на Південні Соломонові острови. З числа доступних підрозділів була 35-а піхотна бригада під командуванням генерал-майора Кіетаке Кавагуті, розквартирована в Палау, 4-й (Аоба) піхотний полк, що знаходився на Філіппінах і 28-й (Ітікі) піхотний полк під командуванням полковника Кіенао Ітікі, який направлявся в Японію з Гуаму. Ці підрозділи терміново почали перевозитися на Гуадалканал, але полк Ітікі, який розташовувався найближче, прибув першим. Підрозділ Ітікі «Перший елемент», який складався з 917 солдатів, висадився з есмінців біля мису Тайву в 18 милях (29 км) на схід від периметру Лунга 19 серпня.
Недооцінивши сили контингенту Союзників на Гуадалканалі, підрозділ Ітікі вранці 21 серпня пішов в атаку на позиції морських піхотинців в бухті Алігатор на східній стороні периметру Лунга. Атака Ітікі була відбита з великими втратами для атакуючих, і сьогодні знана як Бій біля річки Тенару. Всі японські солдати, крім 128-ми із 917 осіб підрозділу Ітікі «Перший елемент», загинули в бою. Ті, хто врятувався, повернулися до мису Тайву і повідомили штабу 17-ї армії про поразку, після чого було ухвалено рішення про надсилання додаткових підкріплень і наказів із Рабаула.

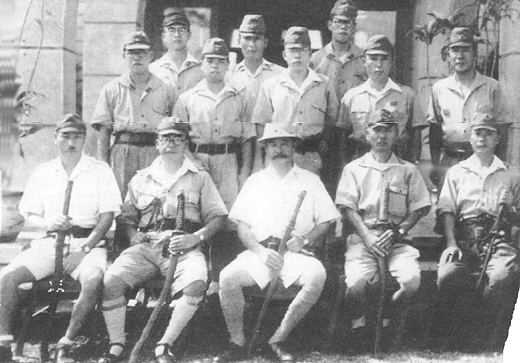
Японський генерал-майор Кіетаке Кавагуті (сидить в центрі) на груповій фотографії штаба його бригади в Палау незадовго до відправки на Гуадалканал.

23 серпня підрозділ Кавагуті прибув на острів Трук, де був завантажений на повільні транспорти для останнього відрізку шляху на Гуадалканал. Але в зв'язку з втратами, нанесеними літаками Союзників окремому військовому конвою під час битви біля Східних Соломонових островів, японці прийняли рішення не доставляти війська Кавагуті на Гуадалканал повільними транспортами; замість цього судна з солдатами були відправлені в Рабаул. Із Рабаула японці планували доставити солдатів Кавагуті на Гуадалканал есмінцями, які базувалися на Шортлендських островах. Японські есмінці зазвичай робили рейс до Гуадалканалу і назад по протоці Слот протягом однієї ночі, мінімізуючи можливість повітряних атак Союзників. Проте, більша частина важкого озброєння і провізії була врятована, в тому числі важка артилерія, автомобілі, продовольство і обмундирування не могли попасти на Гуадалканал таким шляхом. Ця швидкісна доставка військовими кораблями мала місце протягом всієї кампанії на Гуадалканалі і отримала назву Токійський експрес у Союзників та «Щуряче транспортування» у японців. Японці контролювали води навколо Соломонових островів в темну пору доби і не боялися в цей час бойових зіткнень із Союзниками. Проте, будь-який японський корабель в радіусі дії авіації Гендерсон-філд (близько 300 кілометрів або 200 миль) в денну пору доби знаходився у великій небезпеці у зв'язку з можливою повітряною атакою. Ця тактична ситуація продовжувалася декілька місяців

### Перекидання військ
28 серпня 600 солдатів Кавагуті були завантажені на есмінці «Асагірі», «Амагірі», «Югірі», «Сіракумо», що входили в 20-й дивізіон есмінців (DD20). В зв'язку з нестачею пального есмінці DD20 не могли виконати повний рейс на Гуадалканал і назад на повній швидкості протягом однієї ночі, в зв'язку зчим кораблі вирушали раніше вдень, що повинно було дозволити повернутися наступного ранку на меншій швидкості, економлячи пальне. В 18.05 того ж дня 11 американських пікірувальники із 232 ескадрильї винищувачів морської піхоти під командуванням підполковника Річарда Мангрума, які летіли з Гендерсон-філд, виявили і атакували конвой DD20 за 110 кілометрів (70 миль) на північ від Гуадалканалу, затопивши «Асагірі» і важко пошкодивши «Югірі» і «Сіракумо». «Амагірі» взяв «Сіракумо» на буксир, і три есмінці повернулись на Шортленські острови, не виконавши завдання. При атаці DD20 загинуло 62 солдата Кавагуті і 94 члени екіпажу.

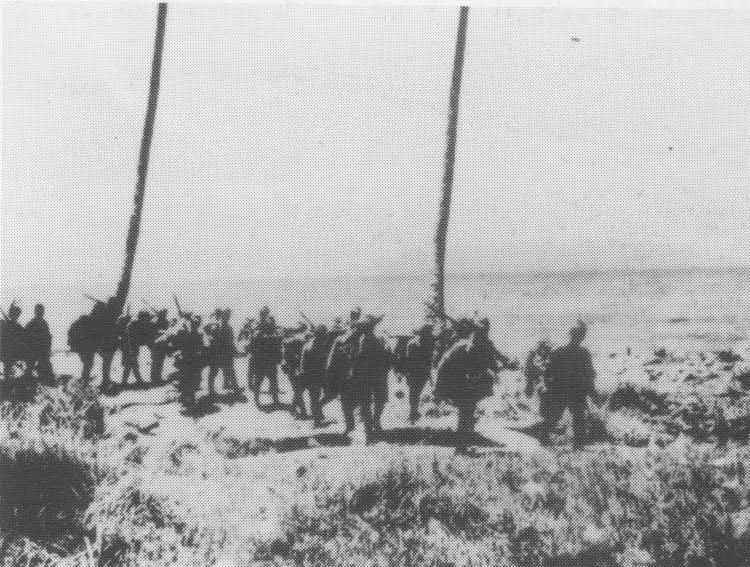
Японські солдати із полку «Аоба» йдут по березі Гуадалканала незабаром після висадки в першому тижні вересня 1942 року.

Наступні рейси «Токійського експресу» були успішнішими. Між 29 серпня і 4 вересня японські легкі крейсери, есмінці і патрульні катери змогли доставити майже 5 000 солдатів на мис Тайву, в тому числі всю 35-у піхотну бригаду, один батальйон полку Аоби і решту солдатів полку Ітікі. Генерал Кавагуті, який прибув на мис Тайву 31 серпня рейсом Експреса, став головнокомандуючим всіма японськими солдатами на Гуадалканалі. В ніч з 4 на 5 вересня всі три есмінця Експресу «Юдаті», «Хацуюкі» і «Муракумо», які готувалися обстріляти аеродром Гендерсон-філд після висадки військ, виявили і затопили два маленькі американські кораблі, старих швидкохідних транспортних кораблі-есмінця (морська піхота США називала їх абревіатурою «APD») Літтл і Грегори, які використовувались військами Союзників для перекидання солдатів між Гуадалканалом і Тулагі.
Попри успіхи нічних доставок есмінцями, Кавагуті наполягав, щоб як можна більше солдатів було доставлено на Гуадалканал повільними баржами. В результаті конвой, що перевозив 1 100 його солдатів і важке озброєння на 61 баржі, головним чином із 2-го батальйону 124-го піхотного полку під командуванням полковника Акіносуке Окі прибув на північний берег острова Санта-Ізабель 2 вересня. 4 і 5 вересня літаки з Гендерсон-філд атакували конвой барж, вбивши близько 90 солдатів на баржах і знищивши більшу частину важкого озброєння підрозділу. Більша частина з 1 000 солдатів, що залишились змогла висадитися у Камімбо на захід від периметру Лунга через декілька днів. 7 вересня Кавагуті мав в своєму розпорядженні 5 200 солдатів на мисі Тайву і 1 000 на захід від периметру Лунга Кавагуті бів впевнений, що має достатньо сил для нанесення поразки військам Союзників, які йому протистояли, і відхилив пропозицію 17-ї армії про доставку додаткового батальйону для посилення свого контингенту. Кавагуті вважав, що кількість морських піхотинців на Гуадалканалі складає всього близько 2 000 бійців.

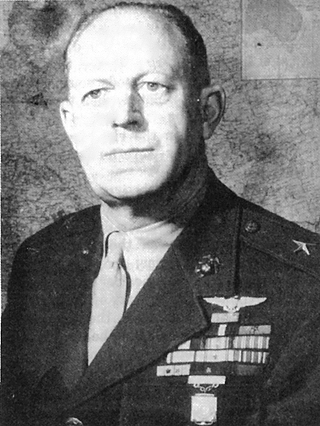
Меррітт А. Едсон, який командував 1-м рейдерським батальйоном морської піхоти під час битви.

В цей самий час Вандегріфт продовжував отримувати підкріплення і постачання, які допомагали йому підсилювати оборону периметру Лунга. З 21 серпня по 3 вересня він перевіз три батальйони морських піхотинців, включаючи 1-й рейдерський батальйон під командуванням підполковника Меррітта А. Едсона (рейдери Едсона), і 1-й парашутний батальйон з Тулагі і Гавуту на Гуадалканал. Ці підрозділи додали 1 500 солдатів до 11 000 Вандегріфта, які захищали Гендерсон-філд. 1-й парашутний батальйон, який зазнав значних втрат в битві за Тулагі, Гавуту і Танамбого в серпні, був переданий під командування Едсона.

## Хід битви

### Перед боєм
Кавагуті призначив дату наступу на периметр Лунга на 12 вересня і направився зі своїми військами на захід від мису Тайву до мису Лунга 5 вересня. Він передав радіограму 17-й армії і запросив початок авіа нальотів на Гендерсон-філд з 9 вересня, а 12 вересня підвести бойові кораблі до мису Лунга, щоб «знищити всіх американців, які будуть намагатися відпливсти з острову». 7 вересня Кавагуті оголосив свій план наступу, завданням якого було «розбити і знищити ворога в околицях аеродрому на острові Гуадалканал». Планом Кавагуті передбачалося, що його сили будуть розбиті на три частини, які підійдуть до периметру Лунга і підуть в раптову нічну атаку. Солдати Окі повинні були атакувати периметр з заходу, Другий ешелон Ітікі, перейменований в батальйон «Кума» (Ведмідь), повинен був атакувати зі сходу. Основна атака повинна була бути головними силами Кавагуті, які нараховували 3 000 осіб в трьох батальйонах, з південної частини периметру Лунга. 7 вересня більша частина солдатів Кавагуті вирушила в дорогу від Тайву в напрямку мису Лунга по береговій лінії. Близько 250 японських солдатів залишилися охороняти базу постачання бригати на мисі Тайву.

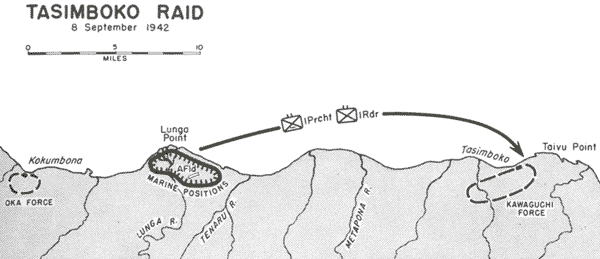
Карта рейда Едсона на Тасімбоко.

Тим часом розвідники з місцевих жителів, якими керували британські посадові особи і офіцер сил самооборони Британського Протекторату Соломонових островів Мартін Клеменс, повідомили морських піхотинців про японські війська на Тайву недалеко від поселення Танамбоко, в 17 милях (27 км) на схід від мису Лунга. Едсон очолив, рейд проти японських військ на Тайву. Транспорти-есмінці «МакКін» і «Менлі» та два патрульних катери перекинули 813 солдатів Едсона на Тайву за дві ходки. Едсон і перша хвиля його солдатів в кількості 501 чоловік висадилися біля Тайву 8 вересня в 05:20 (по місцевому часу). При підтримці літаків з Гендерсон-філд і артилерійського вогню з транспортів-есмінців солдати Едсона атакували поселення Тасімбоко, але були зупинені японцями. В 11:00 висадилася друга партія солдатів Едсона. Разом з підкріпленням і додатковою підтримкою літаків з Хенднрсон-філд підрозділ Едсона ввійшов в поселення. Японські солдати вирішивши, що основні сили Союзників ще в дорозі і спостерігаючи конвой кораблів постачання Союзників, що направлявся до мису Лунга, відступили в джунглі, втративши вбитими 27 солдатів. Загинули також два морських піхотинці
В Тасімбоко солдати Едсона виявили базу постачання військ Кавагуті, в тому числі значні запаси продовольства, боєприпасів і медикаментів, а також короткохвильове радіо. Морські піхотинці захопили документи, зброю і продовольство, знищили все інше і повернулися в периметр Лунга в 17:30. Кількість продовольства і вивчення захоплених японських документів свідчило про розташування на острові не менше 3 000 японських солдатів, які планували наступ.

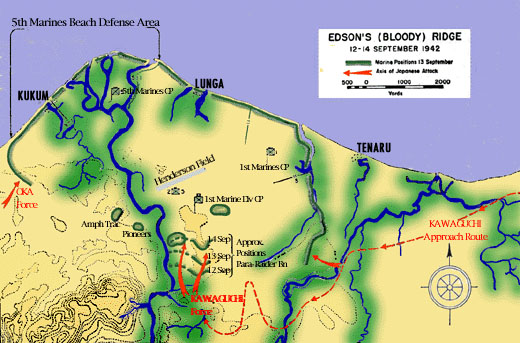
Карта периметру Лунга на Гуадалканалі, показані маршрути підходу японських сил і напрямки японських атак під час бою. Ока атакував із заходу (зліва), батальйон «Кума» зі сходу (зправа) і головні сили атакували «хребет Едсона» внизу в центрі карти.

Едсон і полковник Джеральд С. Томас, офіцери, які командували підрозділами Вандегріфта, вважали, що напрямом японської атаки повинен стати хребет Ленга, вузький, трав'янистий, довжиною близько кілометру, хребет коралового походження, паралельний річці Лунга на південь від Гендерсон-філд. Хребет створював природний шлях підходу до аеродрому, домінував над навколишньою територією і був практично незахищений. Едсон і Томас намагалися переконати Вандегріфта перекинути війська для захисту хребта, але Вандегріфт відмовив, вважаючи, що японці нададуть перевагу атакувати вздовж берега. Зрештою Томас переконав Вандегріфта, що хребет — гарне місце для рейдерів, яким необхідно «відпочити» після бойових дій місячної давнини. 11 вересня 840 солдатів підрозділу Едсона, включаючи 1-і рейдерський і парашутні батальйони, зайняли позиції навколо і на хребті та приготувалися захищати його.
Головні сили Кавагуті запланували атаку периметру Лунга через хребет, який отримав у японців назву «багатоповерхівка» по його формі. 9 вересня солдати Кавагуті відійшли від берега біля мису Колі. Розбившись на три колони, вони пішли через джунглі до місць майбутньої атаки на півдні і південному заході від аеродрому. Відсутність якісних карт, неправильні покази мінімум одного компаса і густі, майже непрохідні джунглі змушували японську колону повільно рухатися зигзагом, втрачаючи час. В той же час солдати Окі підійшли до периметру Лунга із заходу. Ока мав розвіддані про оборонні позиції морських піхотинців, отримані від пілота американської армії, захопленого в полон 30 серпня.
Протягом дня 12 вересня солдати Кавагуті пробиралися через джунглі до місця зустрічі перед нічними атаками. Кавагуті планував, що всі три батальйони головних сил зберуться в 14:00, проте вони надто багато часу витратили на проходження джунглів і прибули до точки збору тільки після 22:00. Ока також зупинив свій рух до ліній оборони морської піхоти із західної сторони. Тільки батальйон Кума доповів про прибуття на місце вчасно. Попри проблеми з прибуттям на заплановані позиції для атаки, Кавагуті був впевнений відносно свого плану атаки, бо попавший в полон американський пілот повідомив, що хребет є найслабшою ланкою оборони морської піхоти. Японські бомбардувальники атакували хребет вдень 11 і 12 вересня, завдавши незначних втрат, в тому числі вбивши двох солдатів.

### Перший нічний бій

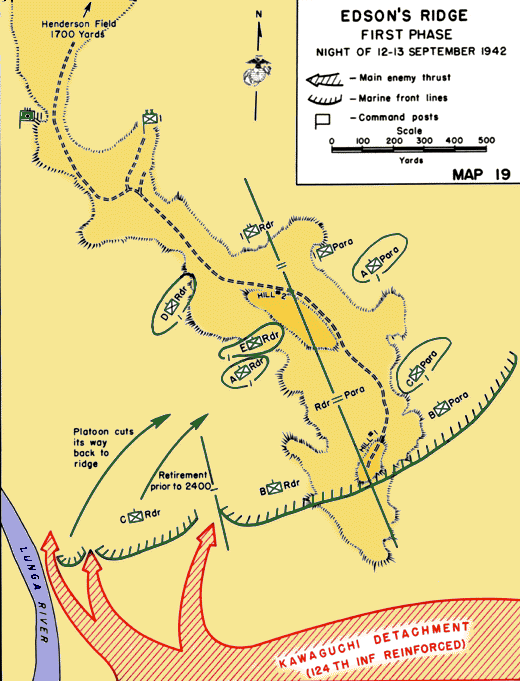
Бої 12 вересня. Японський батальйон майора Кукосьо змусив роту С рейдерів відійти до хребта.

Американці дізналися про підхід японських сил із доповіді розвідників — місцевих жителів і власних патрулів, але не було конкретно відомо коли і де вони перейдуть в наступ. Хребет, який захищали солдати Едсона, складався з трьох окремих висот. Південний пік хребта, оточений з трьох сторін джунглями, отримав назву Висота 80 (так як його висота над рівнем моря складала 80 футів (24 м)). Через шість сотень ярдів на північ була розміщена Висота 123 (заввишки 123 фута (37 м)), яка домінувала над хребтом. Найпівнічніший пагорб буз безіменним, його висота складала 60 футів (18 м). Едсон розмістив п'ять рот батальйону рейдерів із західної сторони хребта, а три батальйони парашутистів зі східної, розмістивши позиції в глибину від Висоти 80 до Висоти 123. Дві з п'яти рот рейдерів, «В» і «С», утримували лінію між хребтом, болотистою лагуною і річкою Лунга. Кулеметні команди роти «Е», роти важкого озброєння, були розподілені вздовж всієї лінії оборони. Едсон розмістив свій командний пункт на Висоті 123.
12 вересня з 21:30 японський крейсер «Сендай» і три есмінці обстрілювали периметр Лунга протягом 20 хвилин і освітлювали хребет прожектором. Японська артилерія почала обстрілювати позиції морської піхоти, але значної шкоди завдано не було. В цей же час розподілені групи солдатів Кавагуті почали перестрілку з морськими піхотинцями навколо хребта. 1-й батальйон Кавагуті під командуванням майора Юкіті Кокусьо, атакував роту «С» рейнджерів між лагуною і річкою Лунга, пройшовши як мінімум один взвод і змусив роту морської піхоти відійти до хребта. Підрозділ Кокусьо почав змішуватися з солдатами 3-го батальйону Кавагуті, яким командував підполковник Кусукіті Ватанабе, який все ще намагався зайняти своє положення серед атакуючих, і в результаті безлад фактично зупинив японський наступ на хребет цієї ночі. Кавагуті, який мав значні проблеми з визначенням місця свого розташування відносно лінії оборони морської піхоти і керування атаками своїх солдатів, пізніше відмічав: «Через джунглі бригада повністю розосередилася, і я абсолютно не міг нею командувати. В своєму житті я ніколи не відчував себе таким розгубленим і безпорадним.» Загинуло дванадцять морських піхотинців; японські втрати невідомі, але, можливо, вони були трохи більшими. Попри те, що батальйон Оки із західної сторони і підрозділ «Кума» зі східної атакували позиції морської піхоти цієї ночі, вони не використали перевагу нічного бою і зупинилися недалеко від позицій морської піхоти на світанку.
З першими променями сонця 13 вересня літаки ВПС Кактус і артилерія морської піхоти обстріляли простір на південь від хребта, змусивши усі японські підрозділи відійти і сховатися в найближчих джунглях. Японці понесли певні втрати, в тому числі двох офіцерів із батальйону Ватанабе. В 05:50 Кавагуті вирішив перегрупувати свої сили для повторної нічної атаки.

### Другий нічний бій на хребті

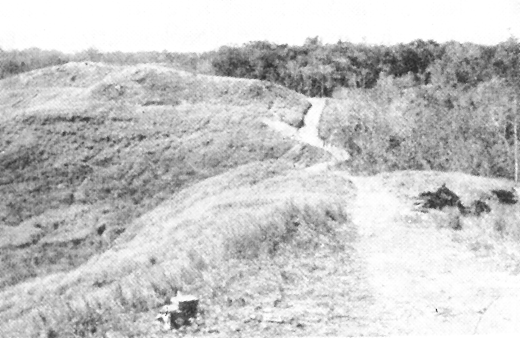
Вид на Висоту 123, навколо якої Едсон сконцентрував свою оборону в бою 13 вересня. Фотографія зроблена з Висоти 80 в північному напрямку.

Очікуючи нового нападу японців наступної ночі, Едсон наказав солдатам укріпити оборонні позиції на хребті і навколо нього. Після невдалих спроб двома ротами відбити позиції на правому фланзі морської піхоти, які захопили солдати Кокусьо вночі, Едсон перегрупував свої сили. Він відтягнув передній край оборони назад на 400 ярдів (370 м) до лінії завдовжки 1800 ярдів (1600 м), яка починалася від річки Лунга і перетинала хребет в 150 ярдах (140 м) на південь від Висоти 123. Навколо та позаду Висоти 123 він розмістив п'ять рот. Всі атакуючі японці, що пройдуть Висоту 80, повинні були пройти близько 400 ярдів (370 м) по відкритому простору, щоб дістатися до позицій морської піхоти на висоті 123. Через декілька годин підготовки морська піхота змогла побудувати окремі і невеликі укріплення. В них було мало боєприпасів, тільки одна чи дві ручні гранати на одного солдата. Вандегріфт наказав резерву, який складався з 2-го батальйону 5-го полку морської піхоти (2/5), зайняти позиції в ар'єргарді солдатів Едсона. Крім того, батарея чотирьох 105-мм гаубиць 11-го піхотного полку змінила дислокацію, щоб мати можливість вести вогонь прямою наводкою на хребті, а артилерійський спостерігач зайняв позицію на передовій лінії підрозділу Едсона.
Пізніше вдень Едсон, встав на ящик з гранатами і звернувся до своїх втомлених солдатів зі словами:

Ви, солдати, добре попрацювали, і я попрошу вас тільки про одну річ. Протримайтеся ще одну ніч. Я знаю, ви не спали вже давно. Але ми очікуємо ще одну атаку цієї ночі, і тут вони можуть прорватися. Я маю підставу вважати, що всі ми відчуємо полегшення вранці.
Оригінальний текст (англ.)
You men have done a great job, and I have just one more thing to ask of you.  Hold out just one more night.  I know we've been without sleep a long time.  But we expect another attack from them tonight and they may come through here.  I have every reason to believe that we will have reliefs here for all of us in the morning.

Промова Едсона «підняла дух» рейдерів і допомогла їм підготуватися морально до нічної сутички.

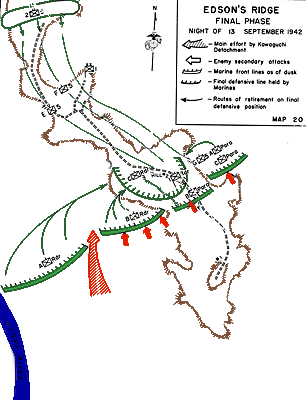
Бій 13 вересня. Японці атакують війська Едсона в маленькому периметрі навколо Висоти 123.

Після заходу сонця 13 вересня Кавагуті протистояв 830-ти морським піхотинцям Едсона силами 3 000 солдатів своєї бригади, і різнокаліберною легкою артилерією. Ніч була темною, безмісячною. В 21:00 сім японських есмінців недовго обстрілювали хребет. Одразу після сутінок Кавагуті відправив свої війська в атаку, батальйон Кокусьо пішов в атаку на рейдерську роту «В» на правому фланзі морської піхоти, із західної сторони хребта. Нападаючі змусили роту «В» відійти до Висоти 123. Під артилерійським вогнем морської піхоти Кокусьо знову зібрав свої сили і продовжив атаку. Без зупинки на атаку флангів інших найближчих підрозділів морської піхоти, які тепер були незахищені, підрозділ Кокусьо направився вперед через болотисті землі між хребтом і річкою Лунга в напрямку до аеродрому. Солдати Кокусьо натрапили на склад продовольства морської піхоти. Не отримуючи нормального харчування вже декілька днів, вони зупинились «підживитися» солдатськими раціонами. Кокусьо наказав своїм солдатам продовжувати атаку. Близько 03:00 він пішов на чолі них на підрозділ морської піхоти біля північної частини хребта на такій же відстані до аеродрому, як до Висоти 123. Пройшов важкий бій, Кокусьо і 100 його солдатів загинули, а атака провалилася.
Тим часом 2-й батальйон Кавагуті під командуванням майора Масао Тамура, зібрався для запланованої атаки на Висоту 80 із джунглів на південь від хребта. Спостерігачі морської піхоти помітили приготування Тамури і викликали артилерійський вогонь. Близько 22:00 вогонь дванадцяти 105-мм гаубиць обрушився на позиції Тамури. У відповідь дві роти солдатів Тамури, які нараховували близько 320 бійців, атакували Висоту 80 з прикріпленими штиками під прикриттям вогню своїх мінометів і вибухів гранат. Атака Тамури була направлена на роту «В» парашутного батальйону і роту «В» рейдерського батальйону і вдарила парашутистів зі східної сторони нижче лінії хребта. Щоб захистити виступаючі позиції роті «В» рейдерів Едсон наказав терміново відступати до Висоти 123.
В той же час японська рота батальйону Ватанабе проникла в проміжок між східною стороною хребта і парашутною ротою «С». Вирішивши, що їх позиції стали непридатними для оборони, парашутні роти «В» і «С» піднялися на хребет і відступили до позицій позаду Висоти 123. В темряві і невизначеності бою підрозділи, які відступили, швидко переплутались і стали некеровані. Декілька морських піхотинців почали кричати, що японці використовують отруйні гази, налякавши інших морських піхотинців, у яких більше не було протигазів. Після прибуття на Висоту 123 деякі з морських піхотинців продовжували рухатися далі до аеродрому, повторюючи слово «відступ» всім, хто міг чути. Інші морські піхотинці вирушили за ними. В цей момент, коли позиції морських піхотинців на хребті були майже прорвані, і вони стали відступати, з'явився Едсон, майор Кеннет Д. Бейлі із штабу Едсона та інші офіцери, які наказали морським піхотинцям повернутися на оборонні позиції біля Висоти 123.

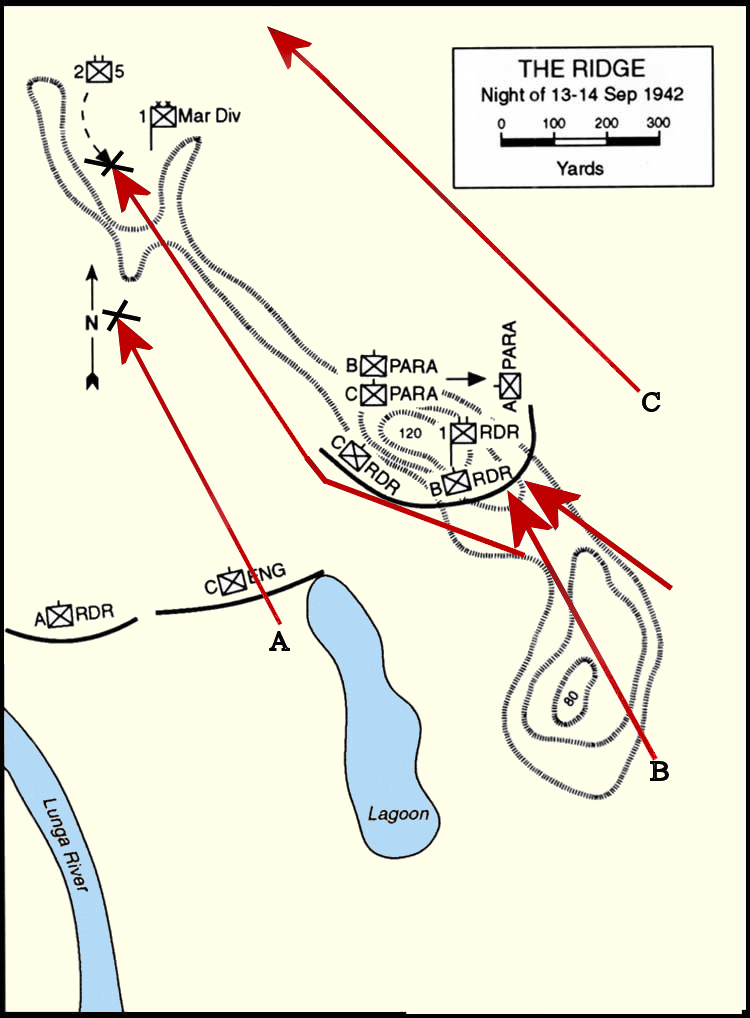
Карта фінального етапу битви на хребті. Червоними лініями відмічені японські атаки, чорними — позиції морської піхоти. «A» — батальйон Кокусьо, «B» — батальйон Тамури, «C» — прорив однієї роти батальйону Ватанабе.

Так як морська піхота створила підковоподібну лінію оборони навколо Висоти 123, батальйон Тамури почав серію лобових атак пагорбу в напрямку від Висоти 80 і знизу наверх зі східної сторони хребта. Під світлом освітлювальних снарядів, скинутих над хребтом на парашутах як мінімум одним японським гідролітаком, морські піхотинці відбили перші дві атаки солдатів Тамури. Солдати Тамури підійняли 75-мм гармату на вершину Висоти 80 для стрільби прямою наводкою по морській піхоті. Ця гармата, яка могла повернути вдачу на користь японців, проте, не змогла стріляти через заклинювання ударника. Опівночі, під час короткої перерви під час бою, Едсон наказав ротам парашутистів «В» і «С» атакувати з позицій за Висотою 123, щоб підсилити позиції на лівому фланзі. З примкнутими штиками парашутисти побігли вперед, вбиваючи японських солдатів, які захопили лінії морської піхоти і, очевидно, готувались атакувати позиції морської піхоти вверх по хребту з флангу, утримуючи в той момент позиції зі східної сторони пагорбу. Морські піхотинці з інших підрозділів, в тому числі і члени штабу Едсона, включаючи майора Бейлі, взяли зброю і гранати і піддали обстрілу тих морських піхотинців в районі Висоти 123, які бігли надто повільно. За словами учасника бою капітана Вільяма Дж. Маккенана, «японська атака йшла постійно, як дощ, який капає потроху, а потім ллє сильніше… Коли одна хвиля була відбита — точніше, я вважав, що відбита — друга піднімалася назустріч смерті.»
Японці вдарили по лівому фланзі Едсона одразу після того, як парашутисти зайняли позицію, але були знову зупинені гранатами і вогнем з гвинтівок та кулеметів. 105-мм і 75-мм гаубиці морської піхоти також завдавали значної шкоди атакуючим японцям. Полонений японський солдат згодом сказав, що його підрозділ було знищено артилерійським вогнем, і лише 10 % його роти врятувалося.
В 04:00, після відбиття ще декількох атак, деякі з них закінчувалися рукопашним боєм, і жорсткого снайперського вогню з двох сторін, до бійців Едсона приєднались солдати 2-го батальйону 5-го піхотного полку, які допомогли відбити ще дві японські атаки до світанку. Протягом ночі, коли солдати Кавагуті були близькі до прориву оборони морської піхоти, Едсон продовжував стояти в 20 футах (18 м) від лінії оборони морських піхотинців на Висоті 123, підтримуючи солдатів і віддаючи накази. Капітан морської піхоти Текс Сміт, який знаходився на позиції, з якої міг бачити Едсона більшу частину ночі, казав: «Я можу сказати, що якби була така людина, яка змогла втримати батальйон разом цієї ночі, то це був Едсон. Він стояв поряд з лінією оборони — стояв, коли більшість із нас обнімало землю.»
У важкій боротьбі частини трьох японських рот, в тому числі дві з батальйону Тамури і одна з батальйону Ватанабе, обійшли оборонні позиції морської піхоти на хребті, несучи важкі втрати від артилерійського вогню, і вийшли до другорядної злітно-посадкової смуги аеродрому Гендерсон-філд. Контратака морських піхотинців з 1-го інженерного батальйону зупинила атаку однієї японської роти і змусила її відступити. Інші дві роти чекали в кінці джунглів підкріплень для атаки через відкритий простір навколо аеродрому. Коли вони зрозуміли, що підкріплення не буде, обидві роти після світанку повернулися на початкові позиції на південь від хребта. Більша частина солдатів батальйону Ватанабе, що залишилися, не узяла участі в бою, бо вночі втратила зв'язок зі своїм командиром.
Після сходу сонця 14 вересня невеликі загони японських солдатів виявилися розсипаними по обом сторонам хребта. Але в зв'язку з тим, що батальйон Тамури втратив три чверті свого складу, а інші атакуючі підрозділи також зазнали значних втрат, наступ Кавагуті на хребет фактично завершився. Близько 100 японських солдатів все ще залишалася на південному схилі Висоти 80, можливо, очікуючи наказу для ще однієї атаки на Висоту 123. З першими променями сонця три літаки армії США із 67-ї ескадрильї винищувачів з Гендерсон-філд, діючи за запитом, особисто доставленим Бейлі, атакували японців біля Висоти 80 і вбили більшість із них, ті з небагатьох, що врятувалися, відступили в джунглі.

### Атаки підрозділу «Кума» і загону Оки
Під час наступу на хребет, підрозділ Кавагуті «Кума» і загін Акіносуке Оки також атакували оборонні позиції морської піхоти зі східної і західної сторін периметру Лунга. Батальйон «Кума» під командуванням майора Такесі Мідзуно, атакував південно-східний сектор периметру Лунга, який захищали бійці 3-го батальйону 1-го полку морської піхоти (3/1). Атака Мідзуно почалась близько півночі, одна рота атакувала крізь артилерійський вогонь і вступила в рукопашний бій з морськими піхотинцями, які обороняли свої позиції, перш ніж були відкинуті назад. Мідзуно загинув в цій атаці. Після світанку морські піхотинці, вважавші, що решта батальйону Мідзуно все ще поряд, відправили шість легких танків без підтримки піхоти щоб захопити плацдарм перед оборонною лінією морської піхоти; чотири японські 37-мм противотанкові гармати знищили чи знешкодили три з них. Після того, як танкісти залишили палаючі танки, деякі члени екіпажів пошкоджених танків були заколоті штиками японців. Один танк звалився з насипу в річку Тенару, екіпаж потонув.
В 23:00 14 вересня залишки батальйону «Кума» провели ще одну атаку на ті ж позиції морських піхотинців, але знову були відбиті. Фінальна атака підрозділу «Кума» ввечері 15 вересня також була відбита.
Підрозділ Оки чисельністю 650 бійців атакував морських піхотинців в декількох місцях на західній стороні периметру Лунга. Близько 04:00 14 вересня дві японські роти атакували позиції 3-го батальйону 5-го піхотного полку (3/5) поблизу берега і були відбиті з важкими втратами. Ще одна японська рота захопила невеликий хребет, але була обстріляна артилерією морської піхоти протягом дня і мала значні втрати до того, як відступила ввечері 14 вересня. Інша частина підрозділу Оки не змогла знайти лінії оборони морських піхотинців і не брала участі в атаці.

## Після битви

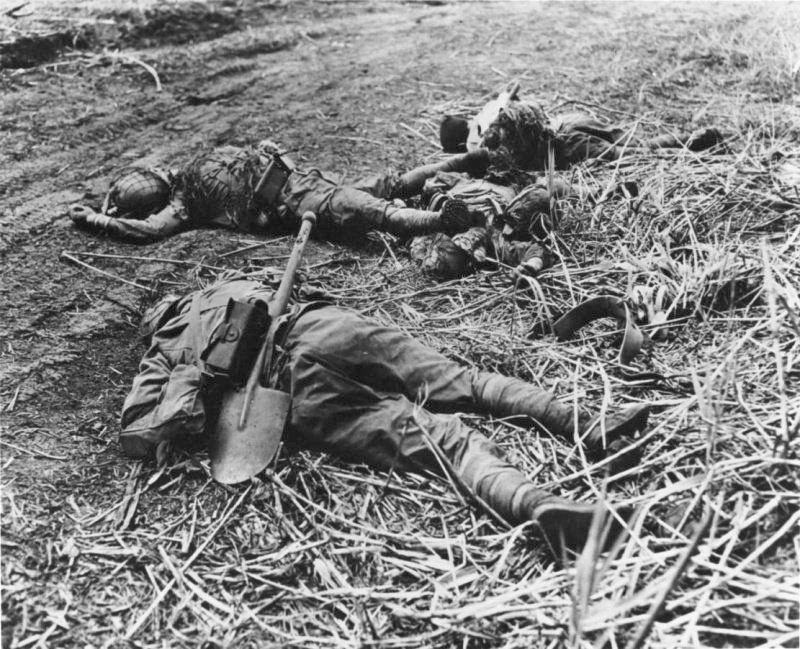
Мертві японські солдати лежать на хребті біля Висоти 123 після бою.

В 13:05 14 вересня Кавагуті відвів виживши солдатів зі своєї бригади подалі від хребта далеко в джунглі, де вони відпочивали і займались доглядом за пораненими весь наступний день. Потім підрозділам Кавагуті було наказано відійти на захід в долину річки Матанікау і з'єднатися з підрозділом Оки в 6 милях (10 км) дороги по важко прохідній місцевості. Солдати Кавагуті почали похід вранці 16 вересня. Майже кожен солдат, здатний йти, допомагав нести поранених. Під час переходу виснажені і голодні солдати, які з'їли свої останні раціони 14 вересня, почали залишати своє важке озброєння, а незабаром навіть гвинтівки. Коли більшість із них дійшли до позицій Оки в Кокумбоні п'ять днів потому, тільки половина з них могла ще нести зброю. Солдати батальйону «Кума», намагаючись рухатися за основними силами Кавагуті, заблукали і пробиралися цілих три тижні по джунглям та ледве не загинули від голоду, коли нарешті досягли табору Кавагуті.
В загальному втрати війська Кавагуті склали близько 830 загиблих в наступі, в тому числі 350 із батальйону Тамури, 200 із батальйону Кокусьо, 120 солдатів Оки, 100 із батальйону «Кума» і 60 із батальйону Ватанабе. Пізніше невідома кількість поранених загинуло під час переходу до Матанікау. На хребті і поблизу нього морські піхотинці нарахували 500 мертвих японців, в тому числі 200 на схилах Висоти 123. Втрати морських піхотинців склали 80 осіб вбитими з 12 по 14 вересня.
17 вересня Вандегріфт відправив дві роти з 1-го полку морської піхоти (1/1) на переслідування відступаючих японців. Морські піхотинці попали в засаду двох рот ар'єргарду відступаючих японських військ, і один взвод морських піхотинців був обстріляний, а інші морські піхотинці відступили. Командир роти морських піхотинців запросив дозволу спробувати врятувати взвод, але Вандегріфт запит відхилив. В сутінках японці знищили майже весь взвод, вбивши 24 морських піхотинці, і тільки декілька поранених солдатів врятувалося. 20 вересня патруль рейдерів Едсона виявив відставших від колони відступаючих солдатів Кавагуті і викликав артилерійський вогонь, було знищено 19 японців.
В той час як японці перегруповувалися на захід від Матанікау, американці зосередилися на відновленні і укріпленні оборони периметру Лунга. 14 вересня Вандегріфт переправив ще один батальйон, 3-й батальйон 2-го полку морської піхоти (3/2) з Тулагі на Гуадалканал. 18 вересня морський конвой Союзників доставив 4 157 осіб із 3-ї Тимчасової бригади морської піхоти (7-й полк морської піхоти, з частинами підсилення) на Гуадалканал. Ці підрозділи дозволили Вандегріфту, починаючи з 19 вересня, організувати безперервну лінію оборони по периметру Лунга. Пізніше війська Вандегріфта зустрілися з японцями в районі Матанікау 23-27 вересня і 6-9 жовтня.

## Значення битви

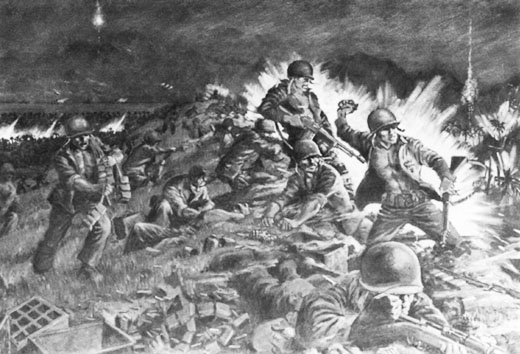
Малюнок офіцера морської піхоти, учасника Гуадалканальської кампанії, на якому зображена оборона морською піхотою Висоти 123 під час бою.

15 вересня генерал Хякутаке в Рабаулі вивчив доповідь про поразку Кавагуті, першої поразки такого великого підрозділу Імператорської армії в цій війні. Генерал передав новини в Генеральний штаб в Японію. На надзвичайній раді верховні командуючі японської армії і флоту заключили, що «Гуадалканал, можливо, перетворився на генеральну битву війни». Результати битви почали мати стратегічний вплив на японські військові операції в інших частинах Тихого океану. Хякутаке зрозумів, через те, що необхідно надіслати достатню кількість солдатів і постачання для боротьби з військами Союзників на Гуадалканалі, він не може більше підтримувати крупний японський наступ на Кокодському тракті в Новій Гвінеї. Хякутаке, погодивши рішення з Генеральним штабом, наказав своїм військам в Новій Гвінеї, які були вже в 30 милях (48 км) від своєї цілі — Порт-Морсбі, відійти, поки не буде вирішена проблема Гуадалканалу. Японці більше ніколи не змогли відновити свій наступ на Порт-Морсбі; поразка на хребті Едсона зробила внесок не тільки в японську поразку в Гуадалканальській кампанії, але і в війні в південній частині Тихого океану.
Після доставки додаткових сил протягом декількох наступних місяців, японські війська під командуванням Хякутаке здійснили масштабний наступ на Гуадалканалі наприкінці жовтня 1942 року, який завершився битвою за Гендерсон-Філд, результатом якого стала нищівна поразка японців. Вандегріфт пізніше писав, що наступ Кавагуті на хребет у вересні був єдиним разом за всю кампанію, коли в нього були сумніви в результаті бою, оскільки він вважав, що «ми повинні були знаходитися в дуже поганому положенні». Історик Річард Б. Френк добавив: «Японці ніколи не були такі близькі до перемоги на острові, ніж у вересні 1942 року, на хребті, який підпирають джунглі на південь від критично важливого аеродрому, який після цього став знаний як Кривавий хребет.»

## Додаткова література
- Hoffman, Jon T. (2001). Once a Legend: Red Mike Edson of the Marine Raiders (англ.). Presidio Press. ISBN 089141732X.
- Rottman, Gordon L.; Dr. Duncan Anderson (consultant editor) (2005). Japanese Army in World War II:  The South Pacific and New Guinea, 1942–43 (англ.). Oxford and New York: Osprey. ISBN 1-84176-870-7.
- Smith, George W. (2003). The Do-or-Die Men: The 1st Marine Raider Battalion at Guadalcanal (англ.). Pocket. ISBN 0743470052.
- Tregaskis, Richard (1943). Guadalcanal Diary[en] (англ.). Random House. ISBN 0-679-64023-1.
- Twining, Merrill B. (1996). No Bended Knee:  The Battle for Guadalcanal (англ.). Novato, California: Presidio Press. ISBN 0-89141-549-1.